# The Masters of Disaster
The Masters of Disaster ist ein Dokumentar-Kurzfilm von Sonya Friedman aus dem Jahr 1986 über eine Schul-Schachmannschaft. Der Film wurde 1987 für einen Oscar für den besten Dokumentar-Kurzfilm nominiert.

## Inhalt
Der Film erzählt von einer Schachmannschaft von acht afroamerikanischen Schülern einer Grundschule in einem innerstädtischen Problembezirk von Indianapolis. Die von dem Lehrer Bob Cotter ins Leben gerufene Mannschaft kannte anfangs nicht die Grundregeln des Spiels und spielte in den ersten Turnieren entsprechend schlecht und gab sich daher den Namen The Masters of Disaster (etwa: Die Meister der Katastrophe). Nach drei Jahren gelang es den Schülern 1983 die nationale Grundschul-Meisterschaft im Schach zu gewinnen, sie wurden von Präsident Ronald Reagan in das Weiße Haus eingeladen und schlugen das japanische Grundschulmeisterteam in Japan.

## Produktion
Die Schachmannschaft der Indianapolis Public School 27 hatte mit ihrem nationalen Erfolg 1983 bereits vor den Dreharbeiten Schlagzeilen gemacht.
Der Kurzfilm wurde vom Audio-Visual Center der Indiana University produziert. Zuvor hatten bereits andere Filmproduzenten Interesse an der Schachmanschaft gehabt, ihre Projekte aber abgebrochen, wenn ein Schachspiel verloren wurde.
Nach den Dreharbeiten und dem Übergang zur High School ging das Team auseinander, da sie nun auf verschiedene Schulen gingen.

## Rezeption
Walter Goodman urteilte 1986 in der New York Times, dass der halbstündige Film das Herz erwärme ohne das Hirn schmelzen zu lassen.

## Auszeichnungen
- Oscar 1987: Nominierung für besten Dokumentar-Kurzfilm[5]